# Andromma bouvieri
Espèce
Andromma bouvieri est une espèce d'araignées aranéomorphes de la famille des Liocranidae.

## Distribution
Cette espèce est endémique du Kenya. Elle se rencontre au Sud-Ouest du lac Turkana entre Nepau et Kalodeke.

## Description
La femelle holotype mesure 6,5 mm.
La femelle décrite par Bosselaers et Jocqué en 2022 mesure 4,69 mm.
Cette araignée est termitophile. Elle se rencontre dans des termitières de Macrotermes sp..

## Systématique et taxinomie
Cette espèce a été décrite par Fage en 1936.

## Étymologie
Cette espèce est nommée en l'honneur de Louis Eugène Bouvier.

## Publication originale
- Fage, 1936 : Une araignée termitophile, Andromma bouvierei, n. sp. Livre Jubilaire de M. Eugène-Louis Bouvier, Fermin-Didot et Cie, Paris, p. 83-87.